# 若林憲一
若林 憲一（わかばやし けんいち、1953年5月3日 - ）は、山梨県甲府市出身の元プロ野球選手（外野手）。右投右打。
2018年から読売ジャイアンツに所属し、2024年から北海道日本ハムファイターズに所属する若林晃弘は息子。

## 来歴・人物
山梨・甲府商高から1971年のドラフト6位で大洋ホエールズに入団。
当初は内野手だったが、俊足を評価され1974年から外野手へ転向。6年目の1977年に1軍デビューし、5月24日の阪神タイガース戦でプロ初本塁打を放ち、主に代走守備要員として一軍に定着した。現役最終年となる1981年には二軍兼任コーチも務めている。
引退後は東京都杉並区に野球教室を開き、小中学生への指導を行っている。

## 詳細情報

### 年度別打撃成績
| 年 度    | 球 団    | 試 合 | 打 席 | 打 数 | 得 点 | 安 打 | 二 塁 打 | 三 塁 打 | 本 塁 打 | 塁 打 | 打 点 | 盗 塁 | 盗 塁 死 | 犠 打 | 犠 飛 | 四 球 | 敬 遠 | 死 球 | 三 振 | 併 殺 打 | 打 率 | 出 塁 率 | 長 打 率 | O P S |
| -------- | -------- | ----- | ----- | ----- | ----- | ----- | -------- | -------- | -------- | ----- | ----- | ----- | -------- | ----- | ----- | ----- | ----- | ----- | ----- | -------- | ----- | -------- | -------- | ----- |
| 1977     | 大洋     | 66    | 37    | 28    | 9     | 6     | 1        | 1        | 1        | 12    | 3     | 2     | 0        | 2     | 0     | 7     | 1     | 0     | 9     | 0        | .214  | .371     | .429     | .800  |
| 1978     | 大洋     | 42    | 19    | 17    | 5     | 4     | 0        | 0        | 0        | 4     | 2     | 2     | 0        | 0     | 0     | 2     | 0     | 0     | 4     | 1        | .235  | .316     | .235     | .551  |
| 1979     | 大洋     | 55    | 8     | 6     | 8     | 0     | 0        | 0        | 0        | 0     | 0     | 2     | 0        | 1     | 0     | 1     | 0     | 0     | 1     | 0        | .000  | .143     | .000     | .143  |
| 通算:3年 | 通算:3年 | 163   | 64    | 51    | 22    | 10    | 1        | 1        | 1        | 16    | 5     | 6     | 0        | 3     | 0     | 10    | 1     | 0     | 14    | 1        | .196  | .328     | .314     | .642  |

### 記録
- 初出場：1977年4月2日、対広島東洋カープ1回戦（広島市民球場）、8回裏に中堅手として出場
- 初安打・初打点：1977年5月4日、対読売ジャイアンツ5回戦（後楽園球場）、8回表に藤城和明から適時三塁打
- 初先発出場：1977年5月24日、対阪神タイガース9回戦（川崎球場）、8番・左翼手として先発出場
- 初本塁打：同上、3回裏に池内豊からソロ

### 背番号
- 65 （1972年 - 1980年）
- 54 （1981年）

## 関連情報

### 書籍監修
- 野球バッティング入門 めざせ!ホームラン王（成美堂出版：2002年5月） ISBN 978-4415020426
- 150キロのボールを打つ!（ナツメ社：2006年8月）佐伯勉、篠田秀美、川端理香と共監修 ISBN 978-4816341656